# Sophie Skelton
Sophie Alexandra Skelton (Woodford, 7 de março de 1994) é uma atriz inglesa. Ela é mais conhecida pelo seu papel de Ren na série Ren, e como Brianna Fraser na série de televisão da Starz, Outlander.

## Filmografia

### Cinema
| Ano  | Título               | Papel        | Nota           |
| ---- | -------------------- | ------------ | -------------- |
| 2014 | The War I Knew       | Margaret     |                |
| 2016 | Blackbird            | Rose         | Curta-metragem |
| 2017 | Day of the Dead      | Zoe Parker   |                |
| 2017 | Another Mother's Son | Jess         |                |
| 2017 | 211                  | Lisa MacAvoy |                |
| 2022 | Stalker              | Rose Hepburn |                |

### Televisão
| Ano           | Título                | Papel                           | Nota                                                               |
| ------------- | --------------------- | ------------------------------- | ------------------------------------------------------------------ |
| 2012          | DCI Banks             | Becca Smith                     | Episódios: "Innocent Graves: Parte 1" e "Innocent Graves: Parte 2" |
| 2013          | The Dumping Ground    | Esme Vasquez-Jones              | Episódio: "Esme"                                                   |
| 2013-2014     | Waterloo Road         | Eve Boston                      | 4 episódios                                                        |
| 2013-2015     | Doctors               | Ellen Singleton / Yasmin Carish | Episódios: "Revenge" e "The Lean"                                  |
| 2015          | Foyle's War           | Estudante Jane                  | Episódio: "Trespass"                                               |
| 2015          | So Awkward            | Sofia Matthews                  | 12 episódios                                                       |
| 2015          | Casualty              | Gemma Holt / Gemma Hughes       | Episódios: "Forsaking All Others: Parte Um" e "Dark Horses"        |
| 2016          | Ren                   | Ren                             | 5 episódios                                                        |
| 2016-presente | Outlander             | Brianna Randall/Fraser          | A partir da 2ª temporada-presente                                  |
| 2023          | Castlevania: Nocturne | Julia Belmont (voz)             | Episódio: "A Common Enemy in Evil"                                 |